# Boston 1950
Boston 1950 ist ein Jazzalbum von Lester Young, das 2013 auf dem Reissue-Label Uptown Records erschien. Es enthält bisher unveröffentlichte Mitschnitte aus live übertragenen Rundfunksendungen aus dem Bostoner Jazzclub Hi-Hat von 1950 und 1953.

## Hintergrund
Lester Young hatte im Februar 1950 einen Auftritt im Savoy Ballroom in New York, gefolgt von einem Engagement im Royal Roost im März. Dann war er im April 1950 in Chicago, wo er im Argyle Club auftrat, bevor er zu weiteren Auftritten nach Boston kam. Das Album enthält Highlights aus einer Reihe von Konzerten, die Lester Young zwischen dem 26. Mai und dem 11. Juni 1950 im Bostoner Hi-Hat gegeben hat. Die Titel 1 bis 9 wurden wahrscheinlich am 4. Juni 1950 aufgenommen, die Titel 10 bis 14 am 11. Juni 1950. Mit Lester  Young spielten Jesse Drakes (Trompete), Kenny Drew senior (Piano), Joe Schulman (Bass) und Connie Kay am Schlagzeug. Das Album enthält noch zwei weitere Stücke, die bei einem späteren Gastspiel des Saxophonisten in Boston am 1. Februar 1953 aufgenommen wurden, bei dem Young noch einmal mit Kay und Drakes spielte; hinzu kamen hier Horace Silver am Piano und Franklin Skeete am Bass.

## Titelliste

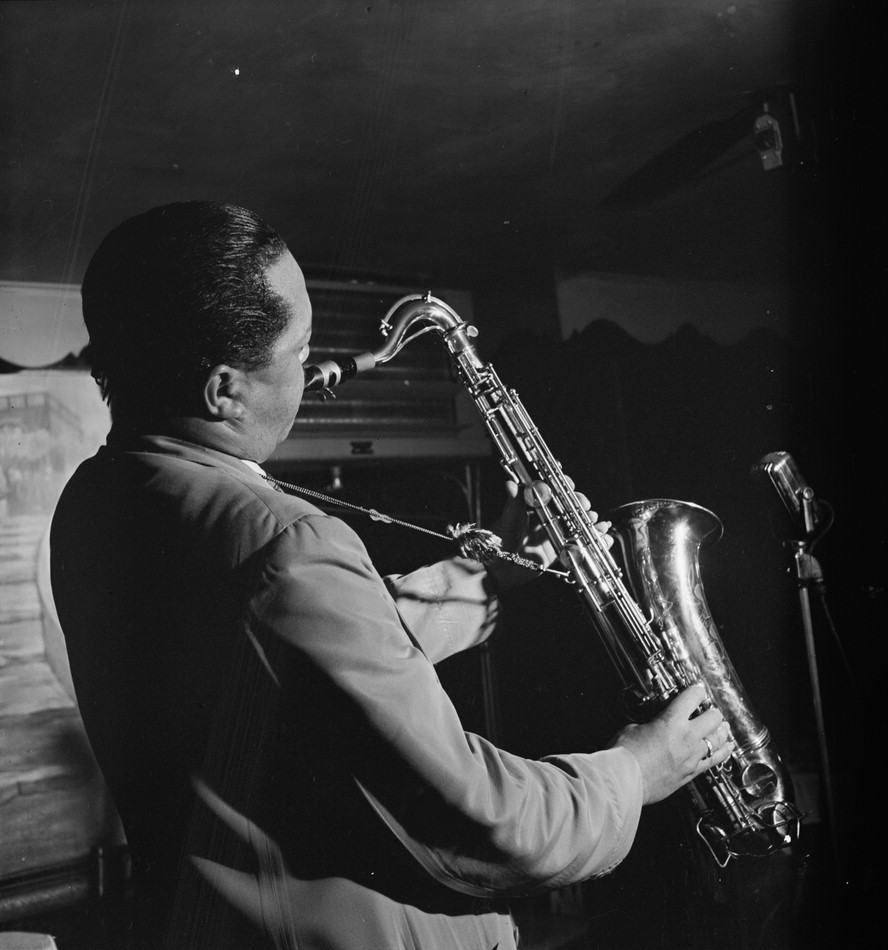
Lester Young bei einem Auftritt im Jazzclub Famous Door, New York City. Fotografie von William P. Gottlieb von 1946

- Lester Young – Boston 1950 (Uptown Records UPCD 27.71)[5]

1. Jumpin’ with Symphony Sid (Fragment with Allison Introductions) (Lester Young) 1:12
2. Too Marvelous for Words (Johnny Mercer, Richard Whiting)  5:53
3. She’s Funny That Way (Charles Daniels, Richard Whiting)  3:09
4. You Can Depend on Me (Charles Carpenter, Earl Hines, Louis Dunlap)  6:19
5. How High the Moon [Incomplete] (William Lewis, Nancy Hamilton) 2:01
6. The Talk of the Town (Al Neiburg, Jerry Livingston, Marty Symes)  3:43
7. On a Slow Boat to China (Frank Loesser)  5:03
8. Indiana (Ballard MacDonald, James Hanley)  4:10
9. Jumpin’ with Symphony Sid (Fragment) (Lester Young)  0:15
10. Jumpin’ with Symphony Sid (Fragment) (Lester Young)  0:51
11. Sunday (Bennie Krueger, Chester Conn, Jule Styne, Ned Miller)  5:24
12. Body and Soul (Edward Heyman, Johnny Green, Robert Sour, Frank Eyton)  3:38
13. Four Flats Unfurnished (Lester Young) 5:08
14. Jeepers Creepers (incomplete) (Harry Warren, Johnny Mercer)  4:10
15. Up ’n’ Adam (Lester Young)  7:20
16. Jeepers Creepers (Incomplete) (Warren, Mercer)  5:42

## Rezeption
Thomas Erlewine verlieh dem Album in Allmusic drei Sterne und schrieb, Lester Young sei in den späten 1940er- und frühen 1950er-Jahren auf einem seiner Höhepunkte gewesen;  diese Auftritte hätten eine ansprechende Mischung aus lebhaftem Sprung und Wärme, Eigenschaften, die sich selbst unter der etwas dünnen Klangqualität bemerkbar machen würden. Man könne einen äußerst unterhaltsamen, großherzigen Bop erleben, der eine Freude zu hören sei.
Nach Ansicht von Marc Myers, der das Album in All About Jazz rezensierte, ist der knackige, warme Klang, die feste Flüssigkeit von Youngs Spiel und Drews melodisches Klavierspiel bemerkenswert. Lester Young sei Mitte der 1950er-Jahre in hervorragender Form gewesen, nachdem er einen Großteil des ersten Quartals des Jahres auf Tour verbracht hatte, um jede Nacht zu spielen. Die Titelauswahl auf dieser CD sei hervorragend und umfasse brillanteste Versionen von „How High the Moon“, „Talk of the Town“, „Slow Boat to China“ und „Body and Soul“ – eine Ballade, die er selten gespielt habe, da sie praktisch mit dem rivalisierenden Saxophonisten Coleman Hawkins verbunden war, dessen Aufnahme von 1939 für RCA legendär war. Schon allein deshalb sei es faszinierend, Youngs Ansatz zu hören, der weit weniger aggressiv und viel trauriger sei.  Young hatte in der Phase, als der Jazz und Platten-Technologie stockten, einmal mehr bewiesen, dass es hohe Kunst und ewig ist, seine Gefühle durch sein Instrument auszudrücken, während man improvisiert.